# Scincella
El género Scincella pertenece a la subfamilia Lygosominae y comprende alrededor de 40 especies en Asia y Norteamérica. En México está representado por seis especies distribuidas en la Sierra Madre Oriental y hasta la Península de Yucatán en el este y en la Sierra Madre del Sur en el oeste. Llamadas vulgarmente como lynxe o eslaboncillo. Todas las especies son terrestres y dos de ellas habitan exclusivamente en México (García-Vázquez y Feria-Ortiz, 2006)
Las especies mexicanas del género Scincella son de tamaño pequeño, la longitud hocico cloaca  promedio varía de 45 mm en S. gemmingeri a 53 mm en S. silvicola. Su cuerpo tiende a ser redondo y alargado, y todas las especies poseen extremidades muy cortas. La cabeza es corta y esta poco diferenciada del cuello. Las especies de este género presentan una coloración que va del color miel, entre bronceado claro y crema en S. cherriei y S. silvicola, a un gris oscuro en S. gemmingeri. Todas las especies presentan una línea oscura que inicia sobre el hocico y pasa a través del ojo, sobre el oído y sobre la parte medio lateral del cuerpo donde en algunas especies se convierte en una serie de manchas oscuras y en otras se conserva continua.  
Las especies mexicanas del género Scincella se pueden encontrar en bosques de coníferas y bosques mesófilos (S. gemmingeri y S. caudaequinae), selvas tropicales, selvas caducifolias (S. cherriae y S. asata) y hasta en climas más secos como el matorral xerófilo (S. silvicola) y matorral desértico (S. kikaapoa). A pesar de ser relativamente abundantes, rara vez se les observa activos en su hábitat ya que pasan la mayor parte del tiempo escondidos entre la hojarasca, bajo troncos o piedras. 
Se conoce poco sobre la ecología de estas especies. Al igual que la mayor parte de los scincidos de América se cree que son vivíparas, a excepción de S. assatum y S. cherriae. Sin embargo, esto únicamente se sabe con certeza para S. gemmingeri y S. lateralis, especies que se reproducen durante los meses de otoño.

## Especies
Se reconocen los siguientes:
- Scincella alia Bragin, Zenin, Nguyen & Poyarkov, 2025.[2]
- Scincella apraefrontalis Nguyen, Nguyen, Böhme & Ziegler, 2010.
- Scincella assatus (Cope, 1864).
- Scincella auranticaudata S. N. Nguyen, L. T. Nguyen, Le, V. D. H. Nguyen, Phan, Vo, Murphy & Che, 2025[3]
- Scincella barbouri (Stejneger, 1925).
- Scincella boettgeri (Van Denburgh, 1912).
- Scincella capitanea Ouboter, 1986.
- Scincella caudaequinae (Smith, 1951).
- Scincella cherriei (Cope, 1893).
- Scincella chengduensis Jia, Ren, Jiang, & Li, 2025.[4]
- Scincella darevskii Nguyen, Ananjeva, Orlov, Rybaltovsky & Böhme, 2010.
- Scincella devorator (Darevsky, Orlov & Cuc, 2004).
- Scincella doriae (Boulenger, 1887).
- Scincella fansipanensis Okabe, Motokawa, Koizumi, T. Q. Nguyen, T. T. Nguyen & Bui, 2024.[5]
- Scincella forbesora (Taylor, 1937).
- Scincella formosensis (Van Denburgh, 1912).
- Scincella gemmingeri (Cope, 1864).
- Scincella huanrenensis Zhao & Huang, 1982.
- Scincella incerta (Stuart, 1940).
- Scincella inconspicua (Müller, 1894).
- Scincella kikaapoa García-Vázquez, Canseco-Márquez & Nieto-Montes De Oca, 2010.
- Scincella lateralis (Say, 1823).
- Scincella macrotis (Steindachner, 1867).
- Scincella melanosticta (Boulenger, 1887).
- Scincella modesta (Günther, 1864).
- Scincella montana Valdenegro-Brito, Vega-Pérez & García-Vázquez, 2025[6]
- Scincella monticola (Schmidt, 1925).
- Scincella ochracea (Bourret, 1937).
- Scincella ouboteri A. V. Pham, C. T. Pham, Le, Ngoc, Ziegler & Nguyen, 2024[7]
- Scincella potanini (Günther, 1896).
- Scincella przewalskii (Bedriaga, 1912).
- Scincella punctatolineata (Boulenger, 1893).
- Scincella qianica Xu, Weng, Poyarkov, Zhang, Deng & Peng, 2025[8]
- Scincella rara (Darevsky & Orlov, 1997).
- Scincella reevesii (Gray, 1838).
- Scincella rufocaudatus (Darevsky & Nguyen Van Sang, 1983).
- Scincella rupicola (Smith, 1916).
- Scincella schmidti (Barbour, 1927).
- Scincella silvicola (Taylor, 1937).
- Scincella truongi Pham, Ziegler, Pham, Hoang, Ngo & Le, 2025.[9]
- Scincella tsinlingensis (Hu & Zhao, 1966).
- Scincella vandenburghi (Schmidt, 1927).
- Scincella victoriana (Shreve, 1940).
- Scincella wangyuezhaoi Jia, Ren, Jiang, & Li.[10]